# 日本の裁判所
裁判所（さいばんしょ、英語: Courts in Japan）は、日本の司法府。現在の日本の裁判所は、最高裁判所および下級裁判所（高等裁判所・地方裁判所・家庭裁判所・簡易裁判所）から成る（日本国憲法第76条）。
本項では、大日本帝国憲法下および日本国憲法下の裁判所に関して解説する。

## 日本国憲法下の裁判所

### 司法権の帰属
日本国憲法では集団的多元主義の観点からイギリスやアメリカと同じく行政訴訟を民事訴訟の一種として司法裁判所の権限としており、これにより裁判権の統一を図っている。

#### 最高裁判所と下級裁判所

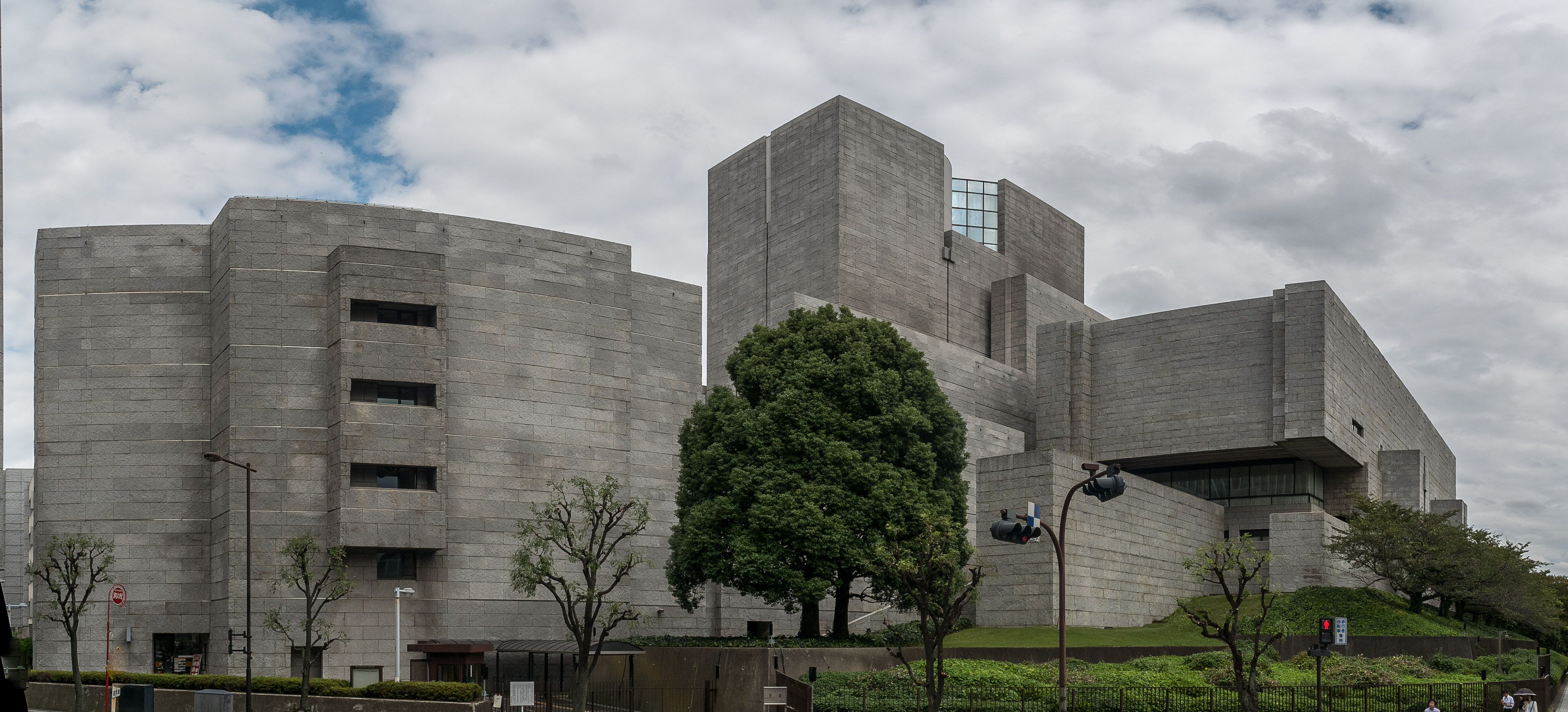
最高裁判所庁舎

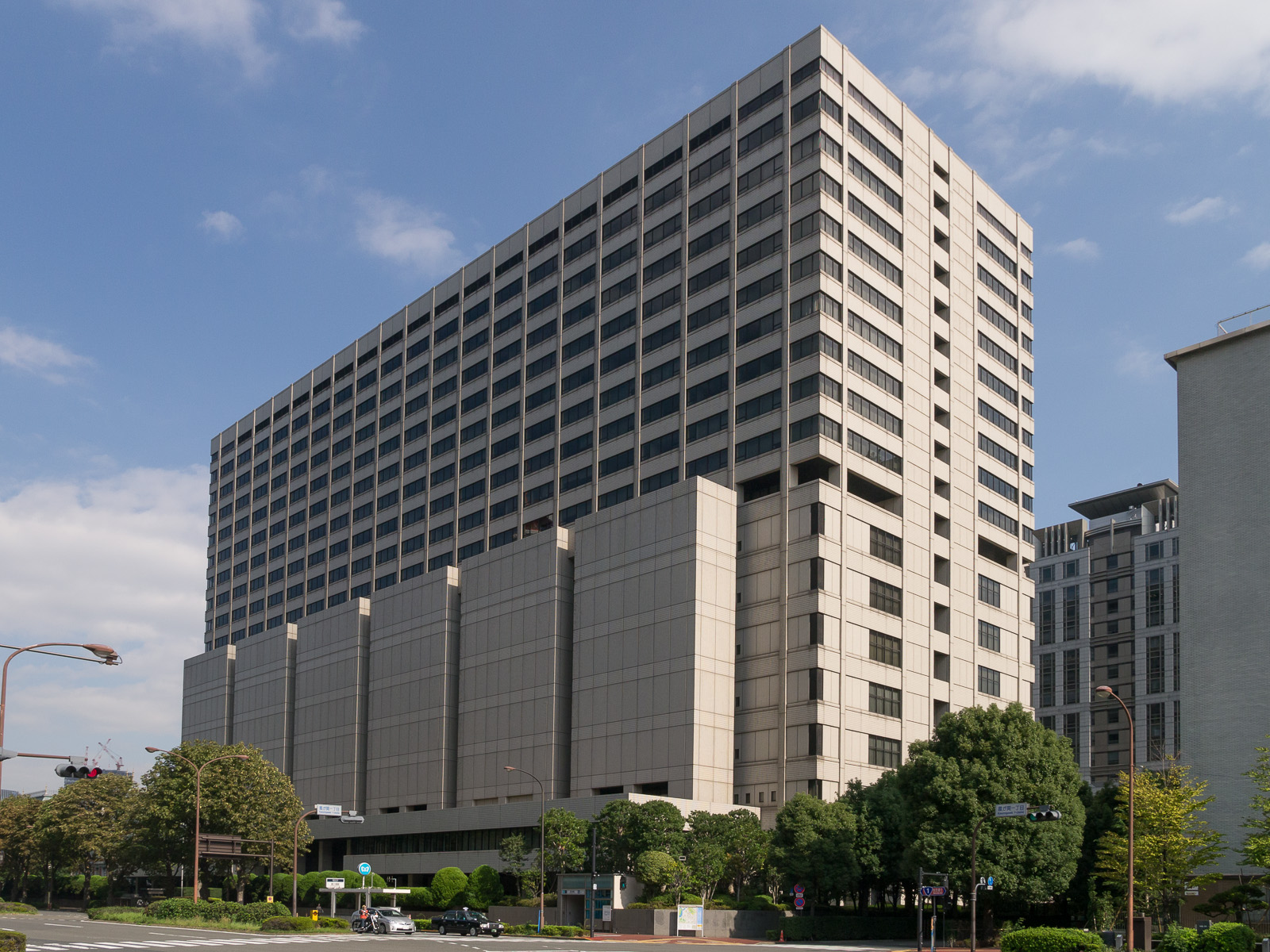
東京高等・地方・簡易裁判所庁舎

日本においては、日本国憲法第76条の「すべて司法権は、最高裁判所および法律の定めるところにより設置する下級裁判所に属する。」との規定により、裁判所が司法権を行使する国家機関とされる。裁判所の構成は裁判所法（昭和22年法律第59号）に定められる。
裁判所法によれば、裁判所は、全国に一つの最高裁判所（最高裁）と下級裁判所からなる。最高裁判所は、全国にただ1か所、東京都に設置される（6条）。下級裁判所には、高等裁判所（高裁）、地方裁判所（地裁）、家庭裁判所（家裁）、簡易裁判所（簡裁）がある。下級裁判所の裁判官は、高等裁判所の長たる裁判官を高等裁判所長官とし、その他の裁判官を判事、判事補及び簡易裁判所判事とする（同条）。なお、53条以下にて裁判官以外の裁判所の職員について規定している。
高等裁判所には支部を置くことができ（裁判所法22条）、地方裁判所・家庭裁判所には支部または出張所を置くことができる（同31条、31条の5）。2005年（平成17年）4月には、知的財産権に関する事件を専門的に取り扱う裁判所として知的財産高等裁判所（知財高裁）が、東京高等裁判所の「特別の支部」として設置された。
2006年（平成18年）4月現在のそれぞれの数は以下の通り。
- 最高裁判所：1庁
  - 高等裁判所：8庁（支部：6庁、知的財産高等裁判所：1庁）
    - 地方裁判所：50庁（支部：203庁）
    - 家庭裁判所：50庁（支部：203庁、出張所：77庁）
      - 簡易裁判所：438庁

#### 特別裁判所の設置と行政機関による終審裁判の禁止
日本国憲法では、特別の事件や人を裁判の対象とする特別裁判所は、設置することができないと定める（憲法76条2項）。この規定は、平等原則や司法の民主化、法の解釈の統一などを、その趣旨とする。なお、家庭裁判所のように、特定の種類の事件を扱う裁判所であっても、通常の裁判所の系列に属する下級裁判所として設置される裁判所は、特別裁判所にあたらないと解されている。
また、憲法は「行政機関は、終審として裁判を行ふことができない。」とも定めた（同条項）。この規定の趣旨も、特別裁判所の設置禁止と同様である。この点、終審としてではなく前審として行うのであれば、行政機関が裁判（行政審判）を行うこともできると解釈されている。独占禁止法に基づく公正取引委員会の審決、国家公務員法に基づく人事院の裁定、行政不服審査法に基づく行政機関の裁決、特許庁の拒絶査定不服審判などは、この例である。

### 最高裁判所

#### 最高裁判所の構成
最高裁判所は、最高裁判所長官（1名）と最高裁判所判事（14名）の計15名の裁判官により構成される（裁判所法5条）。

#### 最高裁判所の権能
最高裁判所の権能として、裁判権、規則制定権、司法行政権等がある。
1. 裁判権
最高裁判所は、上告および訴訟法において特に定める抗告（特別抗告）について裁判権を有する（裁判所法7条）[4]。
2. 規則制定権
最高裁判所は、訴訟に関する手続、弁護士、裁判所の内部規律および司法事務処理に関する事項について、規則を定める権限を有する（憲法77条）。
3. 司法行政権
裁判所を設営・管理する行政作用を司法行政という。日本国憲法の下では、司法行政を行う権限（司法行政権）は、最高裁判所以下の裁判所に帰属する。司法行政事務は、裁判官会議の議によって行われるのが原則である。この司法行政の監督については、最高裁判所が最高監督権者とされる（裁判所法80条1項）。この監督権は、裁判権に影響を及ぼしたり、制限することはできないと解されている。もっとも、司法行政の実権を握る最高裁判所事務総局は、裁判官の人事・処遇を通じて、裁判の内容に影響を与えているとする見方もある[5]。

### 下級裁判所

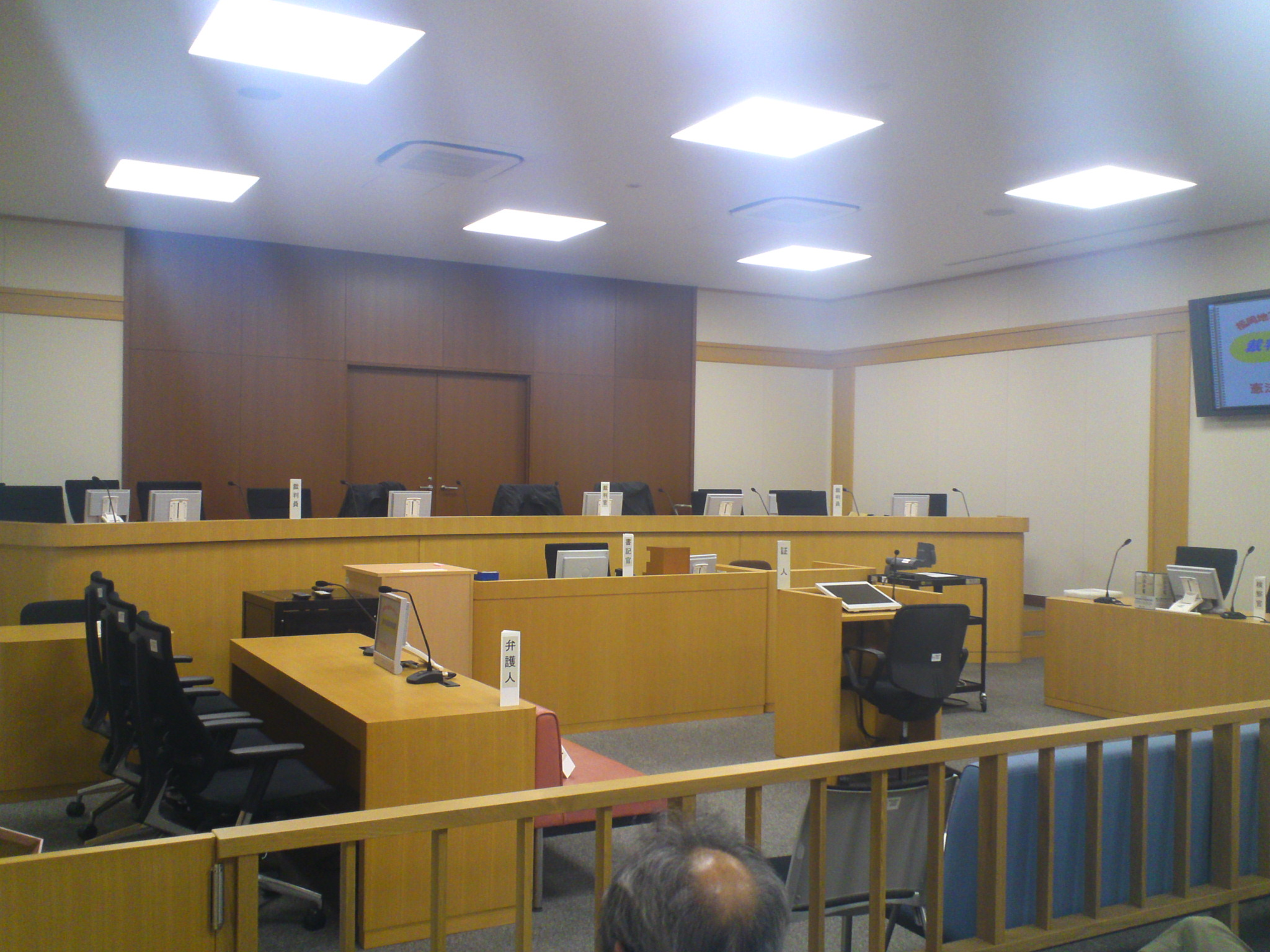
下級裁判所の一つ・裁判員裁判が行われる法廷の様子

下級裁判所は、法律によって設置された裁判所で、審級関係および司法行政上の関係において、最高裁判所の下位にある裁判所の総称である。
高裁には支部を置くことができ、地裁・家裁には支部または出張所を置くことができる。なお、現在置かれている地裁・家裁の支部はすべて地家裁支部とされ、出張所は家裁出張所とされている。地裁に出張所が1つもないのは、「法廷は、本庁または支部で開く」との規定が別にあり、法廷が無いと地裁では裁判ができないからである。

#### 東京高等裁判所管内
高等裁判所1（知財高裁1）、地方裁判所・家庭裁判所11（地家裁支部45、執行センター1、家裁出張所16）、簡易裁判所107（分室1）
| 高等裁判所                                                               | 地方裁判所・家庭裁判所 | 簡易裁判所                                                                                |
| ------------------------------------------------------------------------ | --- | ----------------------------------------------------------------------------------------- |
| - 東京高等裁判所 - 知的財産高等裁判所 （東京高等裁判所の「特別の支部」） | - 東京地方裁判所、東京家庭裁判所 - 東京地方裁判所民事執行センター （東京地方裁判所民事第21部） - 立川支部 - 八丈島出張所、伊豆大島出張所                 | - 東京、八王子、八丈島、伊豆大島、新島、立川、武蔵野、青梅、町田 - 東京簡易裁判所墨田分室 |
| - 東京高等裁判所 - 知的財産高等裁判所 （東京高等裁判所の「特別の支部」） | - 横浜地方裁判所、横浜家庭裁判所 - 川崎支部、相模原支部、横須賀支部、小田原支部                                                                          | - 横浜、川崎、相模原、横須賀、小田原、神奈川、保土ケ谷、鎌倉、藤沢、平塚、厚木            |
| - 東京高等裁判所 - 知的財産高等裁判所 （東京高等裁判所の「特別の支部」） | - さいたま地方裁判所、さいたま家庭裁判所 - 川越支部、越谷支部、熊谷支部、秩父支部 - 久喜出張所、飯能出張所                                               | - さいたま、越谷、川越、熊谷、秩父、川口、大宮、久喜、飯能、所沢、本庄                    |
| - 東京高等裁判所 - 知的財産高等裁判所 （東京高等裁判所の「特別の支部」） | - 千葉地方裁判所、千葉家庭裁判所 - 佐倉支部、一宮支部、松戸支部、木更津支部、館山支部、八日市場支部、佐原支部 - 市川出張所                               | - 千葉、佐倉、千葉一宮、松戸、木更津、館山、八日市場、佐原、市川、銚子、東金              |
| - 東京高等裁判所 - 知的財産高等裁判所 （東京高等裁判所の「特別の支部」） | - 水戸地方裁判所、水戸家庭裁判所 - 日立支部、土浦支部、龍ケ崎支部、麻生支部、下妻支部                                                                    | - 水戸、日立、土浦、龍ケ崎、麻生、下妻、笠間、常陸太田、石岡、取手、下館、古河            |
| - 東京高等裁判所 - 知的財産高等裁判所 （東京高等裁判所の「特別の支部」） | - 宇都宮地方裁判所、宇都宮家庭裁判所 - 真岡支部、大田原支部、栃木支部、足利支部                                                                          | - 宇都宮、真岡、大田原、栃木、足利、小山                                                  |
| - 東京高等裁判所 - 知的財産高等裁判所 （東京高等裁判所の「特別の支部」） | - 前橋地方裁判所、前橋家庭裁判所 - 高崎支部、桐生支部、太田支部、沼田支部 - 中之条出張所                                                                 | - 前橋、高崎、桐生、太田、沼田、中之条、伊勢崎、館林、藤岡、群馬富岡                      |
| - 東京高等裁判所 - 知的財産高等裁判所 （東京高等裁判所の「特別の支部」） | - 静岡地方裁判所、静岡家庭裁判所 - 沼津支部、富士支部、下田支部、浜松支部、掛川支部 - 熱海出張所、島田出張所                                             | - 静岡、沼津、富士、下田、掛川、清水、熱海、三島、島田、浜松                              |
| - 東京高等裁判所 - 知的財産高等裁判所 （東京高等裁判所の「特別の支部」） | - 甲府地方裁判所、甲府家庭裁判所 - 都留支部 | - 甲府、都留、鰍沢、富士吉田                                                              |
| - 東京高等裁判所 - 知的財産高等裁判所 （東京高等裁判所の「特別の支部」） | - 長野地方裁判所、長野家庭裁判所 - 上田支部、佐久支部、松本支部、諏訪支部、飯田支部、伊那支部 - 飯山出張所、木曾福島出張所、大町出張所                   | - 長野、飯山、上田、佐久、松本、木曾福島、大町、諏訪、岡谷、飯田、伊那                    |
| - 東京高等裁判所 - 知的財産高等裁判所 （東京高等裁判所の「特別の支部」） | - 新潟地方裁判所、新潟家庭裁判所 - 三条支部、新発田支部、長岡支部、高田支部、佐渡支部 - 村上出張所、十日町出張所、柏崎出張所、南魚沼出張所、糸魚川出張所 | - 新潟、新津、三条、新発田、長岡、高田、佐渡、村上、十日町、柏崎、南魚沼、糸魚川          |

#### 大阪高等裁判所管内
高等裁判所1、地方裁判所・家庭裁判所6（地家裁支部22、地裁執行部1、家裁出張所4）、簡易裁判所57（分室1）
| 高等裁判所       | 地方裁判所・家庭裁判所 | 簡易裁判所                                                                                                  |
| ---------------- | --- | --- |
| - 大阪高等裁判所 | - 大阪地方裁判所、大阪家庭裁判所 - 大阪地方裁判所執行部 - 堺支部、岸和田支部                                                           | - 大阪、堺、岸和田、大阪池田、豊中、吹田、茨木、東大阪、枚方、富田林、羽曳野、佐野 - 大阪簡易裁判所交通分室 |
| - 大阪高等裁判所 | - 京都地方裁判所、京都家庭裁判所 - 園部支部、宮津支部、舞鶴支部、福知山支部                                                            | - 京都、園部、宮津、舞鶴、福知山、伏見、右京、向日町、木津、宇治、亀岡、京丹後                              |
| - 大阪高等裁判所 | - 神戸地方裁判所、神戸家庭裁判所 - 伊丹支部、尼崎支部、明石支部、柏原支部、姫路支部、社支部、龍野支部、豊岡支部、洲本支部 - 浜坂出張所 | - 神戸、伊丹、尼崎、明石、柏原、姫路、社、龍野、豊岡、洲本、篠山、加古川、浜坂、西宮                        |
| - 大阪高等裁判所 | - 奈良地方裁判所、奈良家庭裁判所 - 葛城支部、五條支部 - 吉野出張所                                                                     | - 奈良、葛城、五條、宇陀、吉野                                                                              |
| - 大阪高等裁判所 | - 大津地方裁判所、大津家庭裁判所 - 彦根支部、長浜支部 - 高島出張所                                                                     | - 大津、彦根、長浜、高島、甲賀、東近江                                                                      |
| - 大阪高等裁判所 | - 和歌山地方裁判所、和歌山家庭裁判所 - 田辺支部、御坊支部、新宮支部 - 妙寺出張所                                                       | - 和歌山、田辺、御坊、新宮、湯浅、妙寺、橋本、串本                                                          |

#### 名古屋高等裁判所管内
高等裁判所1（高裁支部1）、地方裁判所・家庭裁判所6（地家裁支部20、執行センター1、家裁出張所6）、簡易裁判所42
| 高等裁判所                    | 地方裁判所・家庭裁判所                                                                                                 | 簡易裁判所                                                                   |
| ----------------------------- | --- | ---------------------------------------------------------------------------- |
| - 名古屋高等裁判所 - 金沢支部 | - 名古屋地方裁判所、名古屋家庭裁判所 - 名古屋地方裁判所執行センター（執行部） - 一宮支部、半田支部、岡崎支部、豊橋支部 | - 名古屋、春日井、半田、岡崎、豊橋、瀬戸、津島、犬山、安城、豊田、新城、一宮 |
| - 名古屋高等裁判所 - 金沢支部 | - 津地方裁判所、津家庭裁判所 - 松阪支部、伊賀支部、四日市支部、伊勢支部、熊野支部 - 尾鷲出張所                         | - 津、松阪、伊賀、四日市、伊勢、熊野、鈴鹿、桑名、尾鷲                       |
| - 名古屋高等裁判所 - 金沢支部 | - 岐阜地方裁判所、岐阜家庭裁判所 - 大垣支部、高山支部、多治見支部、御嵩支部 - 郡上出張所、中津川出張所                 | - 岐阜、大垣、高山、多治見、御嵩、郡上、中津川                               |
| - 名古屋高等裁判所 - 金沢支部 | - 福井地方裁判所、福井家庭裁判所 - 武生支部、敦賀支部 - 小浜出張所                                                     | - 福井、武生、敦賀、大野、小浜                                               |
| - 名古屋高等裁判所 - 金沢支部 | - 金沢地方裁判所、金沢家庭裁判所 - 小松支部、七尾支部、輪島支部 - 珠洲出張所                                           | - 金沢、小松、七尾、輪島、珠洲                                               |
| - 名古屋高等裁判所 - 金沢支部 | - 富山地方裁判所、富山家庭裁判所 - 高岡支部、魚津支部 - 砺波出張所                                                     | - 富山、高岡、魚津、砺波                                                     |

#### 広島高等裁判所管内
高等裁判所1（高裁支部2）、地方裁判所・家庭裁判所5（地家裁支部18、家裁出張所8）、簡易裁判所41
| 高等裁判所                            | 地方裁判所・家庭裁判所                                                                                           | 簡易裁判所                                                         |
| ------------------------------------- | --- | ------------------------------------------------------------------ |
| - 広島高等裁判所 - 岡山支部、松江支部 | - 広島地方裁判所、広島家庭裁判所 - 呉支部、尾道支部、福山支部、三次支部                                          | - 広島、呉、尾道、福山、三次、東広島、可部、大竹、竹原、府中、庄原 |
| - 広島高等裁判所 - 岡山支部、松江支部 | - 山口地方裁判所、山口家庭裁判所 - 周南支部、萩支部、岩国支部、下関支部、宇部支部 - 柳井出張所、船木出張所       | - 山口、周南、萩、岩国、下関、宇部、防府、長門、柳井、船木         |
| - 広島高等裁判所 - 岡山支部、松江支部 | - 岡山地方裁判所、岡山家庭裁判所 - 倉敷支部、新見支部、津山支部 - 玉野出張所、児島出張所、玉島出張所、笠岡出張所 | - 岡山、倉敷、新見、津山、玉野、児島、玉島、笠岡、高粱、勝山       |
| - 広島高等裁判所 - 岡山支部、松江支部 | - 鳥取地方裁判所、鳥取家庭裁判所 - 倉吉支部、米子支部                                                            | - 鳥取、倉吉、米子                                                 |
| - 広島高等裁判所 - 岡山支部、松江支部 | - 松江地方裁判所、松江家庭裁判所 - 出雲支部、浜田支部、益田支部、西郷支部 - 雲南出張所、川本出張所               | - 松江、出雲、浜田、益田、西郷、雲南、川本                         |

#### 福岡高等裁判所管内
高等裁判所1（高裁支部2）、地方裁判所・家庭裁判所8（地家裁支部42、家裁出張所17）、簡易裁判所82
| 高等裁判所                            | 地方裁判所・家庭裁判所 | 簡易裁判所 |
| ------------------------------------- | --- | --- |
| - 福岡高等裁判所 - 宮崎支部、那覇支部 | - 福岡地方裁判所、福岡家庭裁判所 - 飯塚支部、直方支部、久留米支部、柳川支部、大牟田支部、八女支部、小倉支部、行橋支部、田川支部 - 甘木出張所                 | - 福岡、飯塚、直方、久留米、柳川、大牟田、八女、小倉、行橋、田川、甘木、うきは、折尾、宗像                     |
| - 福岡高等裁判所 - 宮崎支部、那覇支部 | - 佐賀地方裁判所、佐賀家庭裁判所 - 武雄支部、唐津支部 - 鹿島出張所                                                                                           | - 佐賀、武雄、唐津、鳥栖、鹿島、伊万里                                                                         |
| - 福岡高等裁判所 - 宮崎支部、那覇支部 | - 長崎地方裁判所、長崎家庭裁判所 - 大村支部、島原支部、佐世保支部、平戸支部、壱岐支部、五島支部、厳原支部 - 諫早出張所、新上五島出張所、上県出張所           | - 長崎、大村、島原、佐世保、平戸、壱岐、五島、厳原、諫早、新上五島、上県                                       |
| - 福岡高等裁判所 - 宮崎支部、那覇支部 | - 大分地方裁判所、大分家庭裁判所 - 杵築支部、佐伯支部、竹田支部、中津支部、日田支部 - 豊後高田出張所                                                         | - 大分、別府、臼杵、杵築、佐伯、竹田、中津、豊後高田、日田                                                     |
| - 福岡高等裁判所 - 宮崎支部、那覇支部 | - 熊本地方裁判所、熊本家庭裁判所 - 玉名支部、山鹿支部、阿蘇支部、八代支部、人吉支部、天草支部 - 高森出張所、御船出張所、水俣出張所、牛深出張所               | - 熊本、玉名、山鹿、阿蘇、八代、人吉、天草、宇城、荒尾、高森、御船、水俣、牛深                                 |
| - 福岡高等裁判所 - 宮崎支部、那覇支部 | - 鹿児島地方裁判所、鹿児島家庭裁判所 - 名瀬支部、加治木支部、知覧支部、川内支部、鹿屋支部 - 種子島出張所、屋久島出張所、徳之島出張所、大口出張所、指宿出張所 | - 鹿児島、名瀬、加治木、知覧、川内、鹿屋、種子島、屋久島、徳之島、大口、大隅、加世田、指宿、出水、甑島、伊集院 |
| - 福岡高等裁判所 - 宮崎支部、那覇支部 | - 宮崎地方裁判所、宮崎家庭裁判所 - 日南支部、都城支部、延岡支部 - 日向出張所、高千穂出張所                                                                   | - 宮崎、日南、都城、延岡、西都、小林、日向、高千穂                                                             |
| - 福岡高等裁判所 - 宮崎支部、那覇支部 | - 那覇地方裁判所、那覇家庭裁判所 - 沖縄支部、名護支部、平良支部、石垣支部                                                                                    | - 那覇、沖縄、名護、平良、石垣                                                                                 |

#### 仙台高等裁判所管内
高等裁判所1（高裁支部1）、地方裁判所・家庭裁判所6（地家裁支部29、家裁出張所10）、簡易裁判所51
| 高等裁判所                  | 地方裁判所・家庭裁判所                                                                                                   | 簡易裁判所                                                       |
| --------------------------- | --- | ---------------------------------------------------------------- |
| - 仙台高等裁判所 - 秋田支部 | - 仙台地方裁判所、仙台家庭裁判所 - 大河原支部、古川支部、石巻支部、登米支部、気仙沼支部                                  | - 仙台、大河原、古川、石巻、登米、気仙沼、築館                   |
| - 仙台高等裁判所 - 秋田支部 | - 福島地方裁判所、福島家庭裁判所 - 相馬支部、郡山支部、白河支部、会津若松支部、いわき支部 - 棚倉出張所、田島出張所       | - 福島、相馬、郡山、白河、棚倉、会津若松、田島、いわき、福島富岡 |
| - 仙台高等裁判所 - 秋田支部 | - 山形地方裁判所、山形家庭裁判所 - 新庄支部、米沢支部、鶴岡支部、酒田支部 - 赤湯出張所、長井出張所                       | - 山形、新庄、米沢、鶴岡、酒田、赤湯、長井                       |
| - 仙台高等裁判所 - 秋田支部 | - 盛岡地方裁判所、盛岡家庭裁判所 - 花巻支部、二戸支部、遠野支部、宮古支部、一関支部、水沢支部 - 久慈出張所、大船渡出張所 | - 盛岡、花巻、二戸、遠野、宮古、一関、水沢、久慈、釜石、大船渡   |
| - 仙台高等裁判所 - 秋田支部 | - 秋田地方裁判所、秋田家庭裁判所 - 能代支部、本荘支部、大館支部、横手支部、大曲支部 - 鹿角出張所、角館出張所             | - 秋田、男鹿、能代、本荘、大館、鹿角、横手、湯沢、大曲、角館     |
| - 仙台高等裁判所 - 秋田支部 | - 青森地方裁判所、青森家庭裁判所 - 弘前支部、八戸支部 、五所川原支部、十和田支部 - むつ出張所、野辺地出張所              | - 青森、弘前、八戸、五所川原、十和田、野辺地、鯵ヶ沢、むつ       |

#### 札幌高等裁判所管内
高等裁判所1、地方裁判所・家庭裁判所4（地家裁支部16、家裁出張所12）、簡易裁判所33
| 高等裁判所       | 地方裁判所・家庭裁判所 | 簡易裁判所                                                             |
| ---------------- | --- | ---------------------------------------------------------------------- |
| - 札幌高等裁判所 | - 札幌地方裁判所、札幌家庭裁判所 - 岩見沢支部、滝川支部、室蘭支部、苫小牧支部、浦河支部、小樽支部、岩内支部 - 夕張出張所、静内出張所 | - 札幌、岩見沢、滝川、室蘭、苫小牧、浦河、小樽、岩内、夕張、伊達、静内 |
| - 札幌高等裁判所 | - 函館地方裁判所、函館家庭裁判所 - 江差支部 - 松前出張所、八雲出張所、寿都出張所                                                     | - 函館、江差、松前、八雲、寿都                                         |
| - 札幌高等裁判所 | - 旭川地方裁判所、旭川家庭裁判所 - 名寄支部、紋別支部、留萌支部、稚内支部 - 深川出張所、富良野出張所、中頓別出張所、天塩出張所       | - 旭川、名寄、紋別、留萌、稚内、深川、富良野、中頓別、天塩             |
| - 札幌高等裁判所 | - 釧路地方裁判所、釧路家庭裁判所 - 帯広支部、網走支部、北見支部、根室支部 - 本別出張所、遠軽出張所、標津出張所                       | - 釧路、帯広、網走、北見、根室、本別、遠軽、標津                       |

#### 高松高等裁判所管内
高等裁判所1、地方裁判所・家庭裁判所4（地家裁支部11、家裁出張所4）、簡易裁判所25
| 高等裁判所       | 地方裁判所・家庭裁判所                                                                   | 簡易裁判所                                                       |
| ---------------- | ---------------------------------------------------------------------------------------- | ---------------------------------------------------------------- |
| - 高松高等裁判所 | - 高松地方裁判所、高松家庭裁判所 - 丸亀支部、観音寺支部 - 土庄出張所                     | - 高松、丸亀、観音寺、土庄、善通寺                               |
| - 高松高等裁判所 | - 徳島地方裁判所、徳島家庭裁判所 - 阿南支部、美馬支部 - 牟岐出張所、池田出張所           | - 徳島、阿南、美馬、牟岐、徳島池田、吉野川、鳴門                 |
| - 高松高等裁判所 | - 高知地方裁判所、高知家庭裁判所 - 須崎支部、安芸支部、中村支部                          | - 高知、須崎、安芸、中村                                         |
| - 高松高等裁判所 | - 松山地方裁判所、松山家庭裁判所 - 大洲支部、西条支部、今治支部、宇和島支部 - 愛南出張所 | - 松山、大洲、西条、今治、宇和島、八幡浜、新居浜、四国中央、愛南 |

### 裁判の手続と運用
裁判の様子の撮影・録音は、戦後しばらくの間は認められていたが、カメラマンが裁判長の制止を無視する等の乱暴な取材が横行したことで法廷の秩序が乱されるとして、刑事訴訟では法廷内の撮影等を裁判所の許可制とする刑事訴訟規則第215条が1949年1月1日に施行され、若干の例外を除いてほぼ全国的に開廷中だけでなく開廷前についても写真撮影を許さないこととなった。また、民事訴訟については同様の趣旨の民事訴訟規則第11条が1956年に施行された。1987年12月に「裁判長の許可」「裁判官着席後で開廷前の2分以内」「刑事法廷は被告人不在」「撮影方法は法廷後方から裁判長席を正面とする」「取材は記者クラブ加盟社の代表取材でスチールカメラ、ビデオカメラ各1人ずつ」「照明や録音は認めない」などを条件に一部緩和された。
写真撮影は許されないが人間の手によるスケッチは禁止されていないため、マスコミでは画家に傍聴させることで法廷内の様子を絵で伝える手法が一般化した。このような画家は「法廷画家」と呼ばれる。
なお、被告人が凶器をもって法廷内で暴れるといった事件が立て続けに起こったことを受けて、2017年に最高裁は金属探知機による所持品検査を積極的に取り入れるよう全国の裁判所に通知し、全国18か所の裁判所が来庁者の所持品検査を開始した。

### 裁判の公開
裁判の対審（民事訴訟の口頭弁論、刑事訴訟の公判手続）や判決は、日本国憲法第82条第1項の規定により公開が原則とされているため、希望する者は誰でも傍聴することが可能である。この趣旨は、法廷メモ訴訟の判決によると、「裁判を一般に公開して裁判が公正に行われることを制度として保障し、ひいては裁判に対する国民の信頼を確保しようとする」ためとされる。
以上の原則の例外として、ある裁判を公開することで公の秩序又は善良の風俗を害するおそれがある場合には、その裁判が係属している裁判所を構成する裁判官が全員一致で非公開とする旨を決定することにより、非公開とすることができる（日本国憲法第82条第2項）。その場合には、傍聴人を退廷させる前に非公開の決定をした旨を理由とともに告げる必要がある。ただし、政治犯・出版に関する犯罪、憲法上保証されている国民の権利が問題となっている事件の3類型の裁判については、絶対的公開が定められており、いかに公の秩序や善良の風俗を害するおそれがあったとしても非公開にすることは許されない（同条ただし書）。これら3類型の裁判に絶対的公開を義務付けた理由は、不公正な裁判が行われるおそれが強い、もしくは不公正な裁判からの防衛の必要性が高い類型であるからとされる。
なお、憲法が保障しているのはあくまで「裁判」の公開であることから、非訟事件の手続や家事事件は公開の原則が及ばず、これらは非公開で行われる。

#### 傍聴

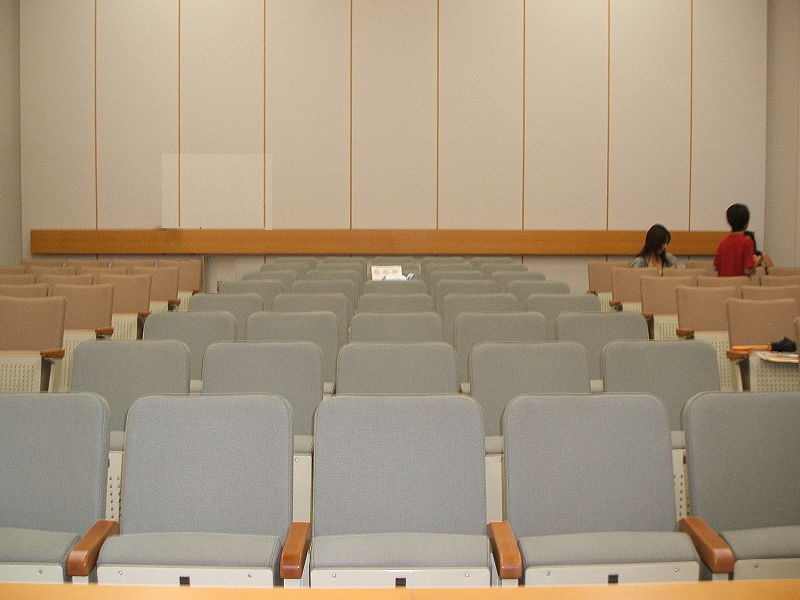
福岡地裁303号法廷の傍聴席

傍聴においては、法廷の傍聴席に着席し、静粛を保つことが求められる。立ち見は許されていないことから、傍聴席に空きがないと傍聴することはできない。そのため、社会的に耳目を集めた知名度の高い大きな事件等で、傍聴人が殺到することが予想される場合、先着順あるいは抽選により傍聴券が交付されることがある。
法廷の入口付近には、次のような傍聴についての注意事項が記載されており、傍聴人はこれを守ることが求められる。
- 裁判長の命令・裁判所職員の指示に従うこと。
- 服装を整えること。鉢巻・ゼッケン・たすき・腕章などを着用しないこと。
- ヘルメット・ビラ・プラカードなどを持ち込まないこと。
- 許可のない録音・録画を行わないこと。
- 飲食はしないこと。
- 拍手や発言をしないこと。
- 携帯電話の電源を切ること。

これらの決まりを守らなかった場合には、退廷させられたり、法廷等の秩序維持に関する法律による制裁を受けることがある。

## 大日本帝国憲法下の裁判所

### 沿革

#### 明治初頭の制度
日本の古来の観念では、行政と司法とは一体であって、分割すべからざるものであり、行政官は、人民に対し、聴訟・断獄を取り扱うことを最も重要な職掌のひとつとしていた。それゆえ、行政官庁のほかに司法官庁を設けて相対立して干犯しないようにする組織は、日本の古来の風習ではなかった。そのため、明治元年に、京都裁判所（2月29日）、大坂裁判所（正月27日）、兵庫裁判所（2月2日）、大津裁判所（3月7日）、新潟裁判所（4月19日）、佐渡裁判所（4月24日）、横浜裁判所（3月19日）、長崎裁判所（2月朔日）、箱館裁判所（4月12日）、笠松裁判所（4月15日）、但州府中裁判所（4月19日）、三河裁判所（4月29日）等が置かれたが、これらは、いずれも「裁判所」という名称でありながら、旧幕府領（天領）を没収した地に行政官庁として設置されたものにほかならない（裁判所 (地方制度)）。もちろん、これらの裁判所においては、その地の聴訟・断獄の諸事務が取り扱われていた。
行政と司法との区別が一応なされたのは、明治5年8月3日に、司法省臨時裁判所、司法省裁判所、出張裁判所、府県裁判所、区裁判所を置いたときに始まり、明治10年（1877年）に至って、ようやく行政と司法の区別がなされた。これ以前には、民部省に聴訟司があり、外務省は外国交渉の訴訟を判断し、刑法事務局、刑部省、弾正台等が裁判事務、司法警察、行刑事務を取り扱っていた。もっとも、東京に置かれた開市場裁判所には、特に司法省の官吏が出張して判事となり、その事務を取り扱っていた。地方の府県においては、府県知事が裁判所の長官を兼ねており、府県知事の判断に服さないものは、司法省裁判所への控訴を許し、明治6年に（1873年）にその手続に関する規則が設けられた。
裁判権（司法権）が行政官庁たる司法省から分離したのは、明治8年（1875年）の大審院の設置からであって、この年に、大審院、控訴院、上等裁判所が置かれ、控訴・上告の法が設けられるに至った。
裁判機関としての裁判所が行政・司法機関から離れて独立機関として各地に設置されたのは、明治4年7月8日に各地に裁判所を置き、二等裁判所は勅任官を、三等裁判所は奏任官をもって長官に任じたことに始まる。これは、刑部省・弾正台が廃止され、司法省を新設した改革に呼応するものであった。同年9月14日には、まず、大蔵省所轄の聴訟事務を司法省に収めて、司法省内に聴訟課を置いたが、同年12月には、東京裁判所を司法省に置き、これを聴訟課と断獄課とに分けて、東京府所管の聴訟・断獄事務を取り扱わせた。これは、純粋な裁判機関に「裁判所」の名称を付した初めである。翌明治5年2月3日には、築地運上所を東京開市場裁判所と改めて、外国交渉の訴訟を取り扱うこととなったが、同月、東京府下6大区に各区裁判所を置いた。

#### 司法職務定制の制定
明治5年4月に江藤新平が司法卿に就任すると、裁判所の設置が行われ、その結果、同年8月3日に制定された司法省職制並ニ事務章程（司法職務定制）（明治5年8月3日太政官）によって、たとえ形式的であれ、初めて裁判機関を司法行政から分離するに至った。これによって、裁判所を司法省臨時裁判所、司法省裁判所、出張裁判所、府県裁判所、各区裁判所に分け、司法省裁判所に聴訟課、断獄課及び医局を置き、府県裁判所及び各区裁判所に聴訟課、断獄課、庶務課及び出納課を置いた。司法省裁判所長は、司法卿が兼任し、出張裁判所長及び府県裁判所長は、判事をもって充て、その事務は、判事、解部、検部、属等が行い、区裁判所長は、解部をもって充て、その事務は、検事、解部、検部、属等が行った。そして、同年8月5日には、神奈川県、埼玉県、入間県に裁判所を置き、その後、足柄県、木更津県、新治県、栃木県、茨城県、印旛県、群馬県、宇都宮県（以上、同年8月12日）、山梨県、兵庫県、京都府、大阪府（同年9月13日から10月20日）、静岡県、浜松県、額田県、滋賀県、三重県、愛知県（以上、10月27日。ただし、開庁に至らなかったものもある。）に裁判所が置かれた。
- 司法省臨時裁判所
  - 国家の大事に関する事件及び裁判官の犯罪を審理するために設けられた。平常、設けられることはなく、「臨時」と称し、臨時判事をもって充てられた。これは、後の大審院の「特別権限」に属する事務を取り扱ったものである。
  - 明治6年（1873年）12月からは、司法省裁判所の覆審を取り扱った。
- 司法省裁判所
  - 各裁判所の上に位置し、司法卿が所長を兼掌する。各府県裁判所の裁判に服せず、上告する者を覆審処分する。各府県の難獄及び訴訟の決し難いものを断決し、勅任官、奏任官及び華族の犯罪について、司法卿の命を受けて鞫問し、罪によって位記を奪うべき者は、本省を経て奏請することとされた。なお、条件に比して擬定し難い疑獄及び死罪は、本省に伺い出て初段したが、事形同じくして情趣異なるものもまた疑獄といった。
  - 司法省裁判所は、東京控訴院の前身である。
- 出張裁判所
  - 各地方に設けられた司法省裁判所の出張所であり、東京近傍諸県の府県裁判所は司法省裁判所が管轄し、遠方の府県裁判所は繁閑を考慮して便宜区画して数件を宛合して出張裁判所を設けて管轄させる。出張裁判所は、難獄、重法及び上告を聴断し、その権限の内容は、全て司法省裁判所と同一であって、数県の府県裁判所の上に位置してこれを管轄する。
  - 出張裁判所は、各地の控訴院の前身である。
- 府県裁判所
  - 各府県に置かれた裁判所である。「流」以下の刑を専断する権限を有するが、死罪及び疑獄は、本省を伺い出てその処分を決定し、重訟その他他府県と干渉する事件であって裁決し難いものもまた、本省に伺い出て決定する。奏任官以上及び華族を鞫問することは司法省裁判所の権限であるが、急を要する場合には、地方の府県裁判所で鞫問して本省に伺い出てその処分を待つ。公罪及び過誤失錯に係る待罪は、文案明白にして鞫問を待たざる者は、「笞」・「杖」以下は臨時処断し、後に届け出ることを許した。罪によって位記を奪うべき者は、本省に伺い出てその処分を受け、その府県限り布令する条則は、必ずその地の裁判所によって照知を経ることを要した。
  - 府県裁判所は、各地の地方裁判所の前身である。
- 区裁判所
  - 各府県内の区に置かれた裁判所である。府県裁判所に属し、その区内の聴訟・断獄を取り扱った。各区の断刑は、「笞」以下にとどまり、「徒」以上について専断の権限はない。「杖」以下であっても、裁判し難い者については、専断の権限を有しない。ただし、推問すでに服して罪状明白であるが、律条に明文なく擬断し難いものは、ただその口書を府県裁判所に送り、処分を乞うことを要した。しかし、連累人は、罪が軽くとも、正犯と同所に処断し、「徒」・「杖」の権限に関しないこととした。
  - 区裁判所は、各地の区裁判所の前身である。

このように、司法省職制並ニ事務章程によれば、二審級制を採用していたのであるが、明治5年8月12日に木更津裁判所を新設すると、その管内に、大網、勝浦、北條の3支庁を置き、同月17日には、埼玉裁判所管内に、行田、粕壁の2区裁判所、入間裁判所管内に、深谷、大宮の2区裁判所を置いた。大網、勝浦、北條の3支庁は、同年9月5日に区裁判所と名称を改められたが、明治5年には、佐倉、関宿（印旛裁判所管内、8月23日）、韮山（足柄裁判所管内、8月25日）、小見川（新治裁判所管内、8月晦日）、谷村（山梨裁判所管内、10月19日）、西宮（兵庫裁判所管内、11月2日）、淀、園部（京都裁判所管内、11月14日）等の区裁判所が置かれた。その後、同年11月20日には、各裁判所の支庁を全て区裁判所と改称している。そして、同年11月28日には、地方官及び戸長の処置が成規の処置に違反し、かつ、人民の権利を抑制することがあれば、各人民から地方裁判所又は司法省裁判所に対して提訴させ、また、人民が地方裁判所及び地方官の裁判に服しないときには司法省裁判所に提訴し得ることとし、裁判所が広範な行政裁判権を有することを認めた。なお、同年11月5日には、正副戸長に裁判の傍聴を許している。
上記の明治5年8月3日の改革は、重要な改革であったが、司法裁判権は、司法行政権から独立していなかった。司法省裁判所の所長を司法卿が兼任していたことが、このことを最も端的に示している。また、行政官吏である地方府県の県令・参事が府県裁判所の判事を兼任した場合もあり、行政と司法との別は明白ではなかった。ただし、この制度においては、検事と弁護士の制度が認められており、検事が各裁判所に置かれ、公訴の提起、刑の執行の監督、司法警察の指揮をしていた。
明治6年（1873年）2月24日には、断獄則例（明治6年司法省達第22号）が制定され、各裁判所に判事のほかに会同員を設けて傍聴を縦し、公正な裁判をなすことを目的としたが、これは、後に大審院及び裁判所において官民を問わず傍聴させることとなる前例となった。
その後、明治6年（1873年）12月14日には、司法職務定制が改正され（明治6年太政官達）、司法卿が司法省裁判所長を兼任する旨の規定が削除された。また、明治7年（1874年）5月20日には、裁判所取締規則（司法省達甲第9号）が制定された。同年9月22日には、各地方の府県裁判所が始審、司法省裁判所が始審又は終審、臨時裁判所がもっぱら終審を取り扱うことが定められた。また、同年10月4日には、各府県裁判所に検事を派出することを止め、その事務を断獄課に付し、各裁判所の検事局を廃止した。断獄課は、ここにおいて検事局の事務を取り扱うに至った。

#### 大審院の設置
明治8年（1875年）の大阪会議の結果、三権分立の制度が採用されることとなり、同年4月14日には、司法権を執る官庁として、大審院が設置された。大審院は、民事・刑事の上告を受け、上等裁判所以下、審判の不法なものを破毀することとした。大審院の広範な権限のうち、特に注意を要するのは、司法卿が有する裁判権を削除した点である。ここにおいて、中央の最高裁判所において、司法と行政との区別が明確に定められることとなった。同年5月4日には、司法省裁判所を廃止し、上等裁判所を東京、大阪、長崎及び福島に置いた。この上等裁判所は、上記の出張裁判所の後身であり、ここに、巡回裁判所制度が採用された（ただし、巡回裁判所制度は、明治10年（1877年）2月に廃止された。）。この巡回裁判所制度については、大審院諸裁判所職制章程（明治8年太政官布告第91号）に巡回裁判規則が設けられた。また、大審院諸裁判所職制章程においては、上等裁判所の所管が定められたほか、府県裁判所職制章程や、日本で最初の裁判所構成法とみるべき判事職制通則も定められた。同年6月には、裁判事務心得（明治8年太政官布告第103号）が制定され、同年12月28日には、裁判支庁仮規則（明治8年司法省達第15号）が制定された。
他方、臨時裁判所は依然として存置されており、特に重大な国事犯の事件は、臨時裁判所を開いて審判を行っていた。臨時裁判所が廃止されたのは、治罪法が制定されて、高等法院が設置されてからのことである。
明治9年（1876年）4月24日には、糾問判事職務仮規則（明治9年司法省達第47号）が制定され、各府県裁判所に糺問掛が設置され、判事又は判事補をもって糺問判事（いわゆる予審判事）とした。
明治9年（1876年）9月13日には、府県裁判所を改めて、東京、京都、大阪、横浜、米沢、静岡、松本、函館、神戸、新潟、長崎、栃木、浦和、青森、一ノ関、岩国、金沢、名古屋、松江、松山、高知、熊本及び鹿児島の23地方裁判所を置き、判事と地方官との兼任を廃止し、司法と行政との区別を行い、同時に、上等裁判所の所轄が定められた。同月27日には、各地方裁判所の管下に、支庁及び区裁判所を置き、裁判支庁仮規則を改正して、区裁判所仮規則と改称し、支庁に代理官を置き、府県裁判所章程に照らして事務を取り扱わせた。ただし、死罪及び懲役終身の批可を乞うべきものは、本庁長の処分に属し、その他の事情の繁雑であるものは、決を所長に取ることとした。区裁判所の刑事は、懲役3年以下の者を処断する権限を有した。
明治10年（1877年）2月19日には、大審院諸裁判所職制章程を改正し、巡回裁判規則及び判事職制通則を廃止し、控訴・上告の手続が新たに定められた。
明治13年（1880年）7月17日に治罪法が公布（施行は明治15年（1882年）1月1日。）されると、刑事裁判所を違警罪、軽罪、重罪の3裁判所と大審院及び高等法院とし、違警罪裁判所は治安裁判所に、軽罪裁判所は始審裁判所に開き、重罪裁判所は控訴裁判所又は始審裁判所において3か月ごとに開き、高等法院の開場及び職員は司法卿の稟請によって定められることとなった。
明治14年（1981年）10月6日には、裁判所の位置及び管轄区画を改正し、上等裁判所を控訴裁判所、地方裁判所を始審裁判所、区裁判所を治安裁判所と改称し、支庁を廃止し、明治15年（1882年）1月から治罪法の施行に併せてこれを実行した。明治14年（1881年）10月27日には、海上裁判所を設置して本省の所属とするため、同年11月14日に海上裁判所取調委員が設置された。また、同年12月28日には、重罪裁判所の管轄区画が法定された。
治罪法の施行後、明治16年（1883年）11月5日に至り、保釈責付中ノ被告人取締方心得（明治16年司法省達丙第8号、丁第31号）が制定されたが、同年1月10日には、各裁判所一覧表改定並始審裁判所支庁権限（明治16年太政官布告第2号）が制定され、各裁判所の位置及び管轄区画が改定されるとともに、始審裁判所支庁を置き、本庁と同一の権限をもって裁判を取り扱わせることとなった。同年12月28日には、治罪法83条が規定する皇室に対する罪及び国事に関する罪等の裁判について高等法院が開かれないときは、通常裁判所においてこれを裁判させることとされた。
明治17年（1884年）12月13日には、大審院裁判所職員考績条例（明治17年司法省達号外）が制定され、翌明治18年（1885年）3月5日には、大審院及び各裁判所に刑事控訴手続心得を訓示し、翌明治19年（1886年）3月27日には、司法警察訓則が定められた。

#### 裁判所官制の制定
明治19年（1886年）5月4日の裁判所官制（明治19年勅令第40号）は、裁判所構成法の制定に至る準備ともみることができるものであるとされる。裁判所官制においては、まず、治安裁判所に判事、判事試補、検事試補、勧解吏及び書記が置かれ、始審裁判所に長、判事、判事試補、検事、検事試補及び書記が置かれ、控訴院に長、評定官、検事長、検事、書記官及び書記が置かれ、大審院に長、局長、評定官、検事長、検事、書記官及び書記が置かれ、大審院中に民事第一局、民事第二局、刑事第一局及び刑事第二局が置かれた。もっとも、重罪裁判所及び高等法院の職員は、治罪法の定めるところによるとされている。大審院の民事第一局は上告事件の受理・不受理を審判し、民事第二局は受理した事件を審判し、刑事第一局は刑法に関する上告事件を審判し、刑事第二局は諸罰則に係る上告事件を審判することと規定されていた（裁判所官制19条）。裁判所官制は、裁判所構成法とおおむね同一であるが、治安裁判所に勧解吏、判事補及び検事補が存すること、控訴院及び大審院の判事を評定官と称していること、大審院に検事長があって検事総長の官名がないこと等が異なる。かくして、同年7月1日には裁判所処務規定が、同年8月11日には公証人規則が、同月30日には公証人規則施行条例がそれぞれ制定された。その後、明治20年（1887年）12月21日には、治安裁判所に検事が置かれることとなった。

#### 裁判所構成法の制定
明治政府は、条約改正（領事裁判権の撤廃）に向けて、諸外国から要請されていた法制の整備に応えるため、大日本帝国憲法（明治22年（1889年）2月11日公布、明治23年（1890年）11月29日施行）57条2項の規定に基づき、明治23年（1890年）2月10日、裁判所構成法を公布した。
他方、日清戦争の結果、日本が台湾を領有するに至ると、台湾においては、軍政当時から台湾総督府内に法院が置かれ、各地に11の支部が設けられた。明治29年（1896年）に民政が開始すると、台湾総督府法院条例（明治29年律令第1号）を制定し、台湾総督のもとに地方法院、覆審法院及び高等法院を置き、三審制を採用した。地方法院は、単独裁判であり、民事及び刑事の第一審及び予審を審判し、覆審法院は、第二審で合議制（3人）であり、高等法院は、上告審で合議制（5人）であった。明治31年（1898年）には、台湾総督府法院条例を改正し、高等法院を廃止して二審制とし、各法院に検察局を設けたが、その後、再び高等法院を復活して、三審制が採用された。なお、明治29年（1896年）7月には臨時法院条例が制定され、政治犯罪及び匪徒刑罰令に規定されている犯罪については、特に必要がある場合、臨時法院が開設されることとなった。この臨時法院は、内地の臨時裁判所に対応するものである。
日露戦争の結果、明治40年（1907年）3月28日には、樺太のウラジミロフカ（豊原）に樺太地方裁判所及びウラジミロフカ区裁判所が、マウカ（真岡）にマウカ区裁判所がそれぞれ設置され、同年4月1日に開庁した。
朝鮮においては、韓国併合前は法務輔佐官が置かれ、後に法務院と称されたが、韓国併合後は、明治42年（1909年）10月18日に統監府裁判所令（明治42年勅令第236号。その後、明治43年制令第5号によって朝鮮総督府裁判所令に改題。）が制定され、三級三審制の裁判制度が採用された。すなわち、地方法院、覆審法院及び高等法院の三級の裁判所（朝鮮総督府裁判所）が設けられ、地方法院は原則として単独裁判であり、民事及び刑事の第一審裁判を行い、かつ、非訟事件の事務を取り扱い、特に法定の比較的重い事件に対して判事3人の合議制を採用した。また、地方法院の支庁を置く場合があった。覆審法院は、地方法院の裁判に対する控訴及び抗告について、判事3人の合議制とし、高等法院は、地方法院及び覆審法院の裁判に対する上告並びに覆審法院の裁判及び地方法院がした上告棄却決定に対する抗告を取り扱い、判事5人の合議制とした。また、高等法院においては、大審院の特別権限に属する職務も行った。
関東州においては、明治39年（1906年）に関東都督府法院令（明治39年勅令第198号）が制定され、その後、明治41年（1908年）9月22日に関東州裁判令（明治41年勅令第212号）が制定された。

### 概説
大日本帝国憲法（明治憲法）では、司法権は天皇に属する権限とされ、裁判所は「天皇ノ名」において司法権を行使することとされていた（57条）。
行政訴訟についてはフランスやドイツと同じく行政権の所管とし、行政裁判法に基づき行政事件を専門に扱う行政裁判所が設置されていた。また、特別裁判所の管轄に属する事件を法律で定めることができるとし（60条）、司法裁判所とは別に特別の身分を有する者または事件の裁判を管轄する特別裁判所が設置されていた。そのため、外地の法院、軍法会議、皇室裁判所などの特別裁判所が存在していたが日本国憲法の施行により廃止された。
また、大日本帝国憲法の下では、裁判官や検察官の人事権や司法行政権は、行政部に属する司法大臣の監督下にあった。